# Goldachviadukt
Das Goldachviadukt ist eine Eisenbahnbrücke der Schweizerischen Bundesbahnen (SBB), welche die Bahnstrecke Rorschach–St. Gallen bei Goldach SG über die Goldach führt.

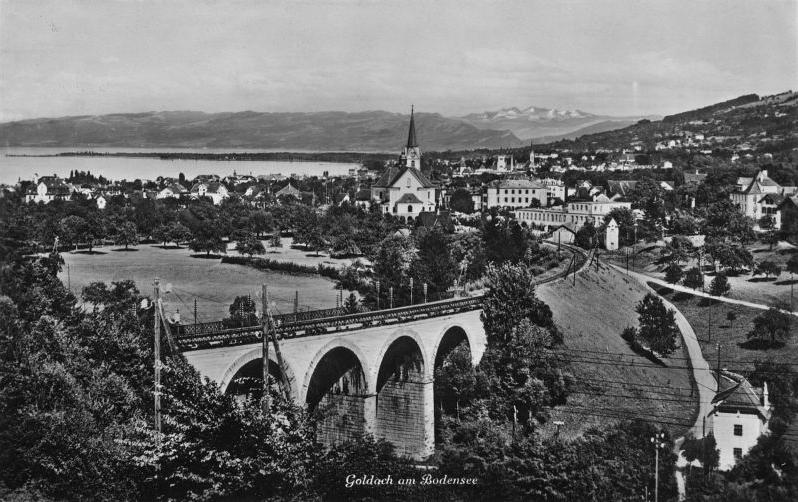
Bild aus den 1920er-Jahren

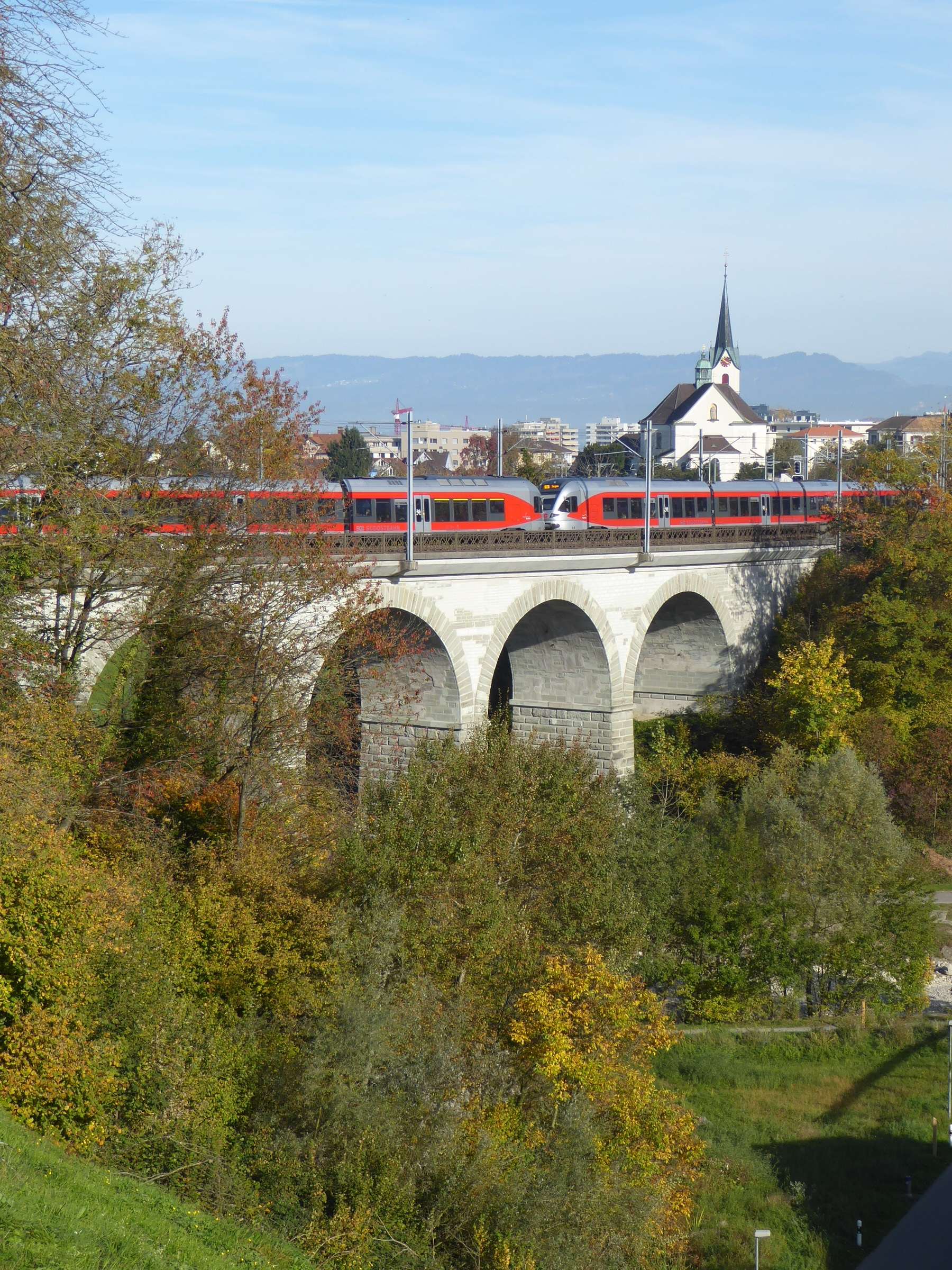
Goldachviadukt mit SOB-Flirt in Doppeltraktion als S4 St. Gallen–Sargans–Uznach–St. Gallen

Das Viadukt wurde vom Unternehmer Georg Schöttle aus Stuttgart nach den Plänen des Stuttgarter Architekten Karl Etzel erbaut. Im Gegensatz zu den einspurigen eisernen Brücken über die Sitter, Glatt, Uze und Thur entschieden sich die Vereinigten Schweizerbahnen (VSB) beim Bau des Goldachviadukts für eine doppelspurige Steinbogenbrücke aus fünf Halbkreisgewölben. 1855 beeinträchtigten mehrere Naturereignisse den Bau der Brücke. Am 25. Juli erschütterte ein heftiges Erdbeben die Baustelle und am 21. August riss ein Hochwasser einen Teil des Baugerüsts weg. Am 11. November 1855 wurde der Schlussstein der Brücke über die Goldach gesetzt. Die Kollaudation fand am 9. Oktober 1856 statt. Am 25. Oktober 1856 wurde die Bahnstrecke St. Gallen–Rorschach mit dem Goldachviadukt eröffnet.
Das Bauwerk war auch nach der Elektrifikation 1927 dem schweren Eisenbahnbetrieb gewachsen. 1990 erfolgte eine Sanierung der Brücke mit dem Einbau einer Betontragplatte für den Doppelspurbetrieb. 1993 wurde die zweite Spur in Betrieb genommen.
Die Goldachbrücke gehört mit den Eisenbahnbrücken bei Turgi über die Reuss und über die Limmat zu den ältesten noch betriebenen Eisenbahnbrücken der Schweiz.